# Roel Gener
Roel Gener (Barotac Nuevo, 27 giugno 1974) è un ex calciatore filippino, di ruolo centrocampista.

## Biografia
È nato a Barotac Nuevo, nella Provincia di Iloilo, regione considerata come la "capitale del calcio nelle Filippine".
Ha iniziato a praticare il calcio all'età di 4 anni.

## Carriera

### Club
Dal 1998 milita nel Philippine Army, squadra della quale è divenuto il capitano a partire dal 2012.

### Nazionale
Inizia ad essere convocato nella nazionale filippina nel 1997 ma compie il suo debutto solamente nel 2002. Tra il 2010 ed il 2012 è impiegato come titolare nel centrocampo degli Azkals, prima nel corso della gestione di Simon McMenemy e poi in quella di Michael Weiß.